# Clube Caçadores das Taipas
O Clube Caçadores das Taipas é um clube de futebol português, sedeado na freguesia de Caldas das Taipas, concelho de Guimarães, fundado em 1923.
Atua no Estádio do Montinho com um equipamento de camisola listrada em branco e verde, calção branco ou preto e meias listradas em branco e verde.
O seu emblema é um Javali, símbolo que ilustra a atividade inicial em 1923 como clube de caça, durante 7 anos, adoptando o futebol em 1930 como sua modalidade única até ao momento.

## História
O Clube Caçadores das Taipas (CCT) foi fundado em 23 de Novembro de 1923 e está filiado na Associação de Futebol de Braga desde 30 de Maio de 1925. É, por esse motivo, o segundo clube mais antigo do concelho de Guimarães logo atrás do Vitória Sport Clube de Guimarães e o terceiro da AF Braga. Nos seu primeiros anos, era um clube vocacionado para a caça tendo surgido mais tarde a predisposição para o futebol que é hoje a única modalidade praticada no clube.

## Presidentes
| №   | Presidentes do Clube Caçadores das Taipas (Nascimento–Morte) | Retrato | Tempo em funções       | Tempo em funções    | Títulos |
| (–) | (–)                                                          | (–)     | (–)                    | (–)                 | (–) |
| --- | ------------------------------------------------------------ | ------- | ---------------------- | ------------------- | --- |
| 1   | Alfredo Fernandes (1885–1941)                                |         | 23 de novembro de 1923 |                     | |
|     | João Batista Sampaio (?–?)                                   |         | 1945                   | 1946                | |
|     | Artur Machado Batista Sampaio (?–?)                          |         | 1949                   | 1950                | |
|     | Duarte António Borges Coutinho (1921–1981)                   |         | 1950                   | 1950                | |
| 15  | Carlos Alberto Nogueira Ferreira (?–?)                       |         |                        | 1971                | |
| 16  | Eduardo da Silva Ferreira (1934–2017)                        |         | 06 de março de 1971    |                     | |
|     | Serafim Ribeiro (?–)                                         |         | 1979                   | 1980                | |
|     | Avelino Marques (1956–)                                      |         |                        |                     | |
|     | Francisco Mendes Ribeiro (?–)                                |         | 1994                   | 2004                | 1 Campeonato Nacional III_Divisão 1 Campeonato Distrital Associação_de_Futebol_de_Braga Juniores 1 Campeonato Distrital Associação_de_Futebol_de_Braga Iniciados |
|     | José Augusto Mendes Ribeiro (?–)                             |         | 2004                   | 2005                | |
|     | Amâncio Mendes (?–)                                          |         | 2005                   | 2007                | 1 Campeonato Distrital Associação_de_Futebol_de_Braga Infantis |
|     | Abel Marques (?–)                                            |         | 2007                   | 2008                | 1 Taça Associação_de_Futebol_de_Braga |
|     | Amâncio Mendes (?–)                                          |         | 2008                   | 2010                | 1 Campeonato Distrital Associação_de_Futebol_de_Braga Divisão Honra 1 Campeonato Distrital Associação_de_Futebol_de_Braga Infantis |
|     | Fernando Oliveira (1970–)                                    |         | 2010                   | 2014                | 1 Taça Associação_de_Futebol_de_Braga 1 Subida III_Divisão |
|     | João Pedro Ribeiro (1961–)                                   |         | 28 de junho de 2014    | 29 de junho de 2018 | 1 Subida Campeonato_de_Portugal_(liga) 2 Campeonato Distrital Associação_de_Futebol_de_Braga Juniores 1 Campeonato Distrital Associação_de_Futebol_de_Braga Juvenis 1 Campeonato Distrital Associação_de_Futebol_de_Braga Iniciados 1 Campeonato Distrital Associação_de_Futebol_de_Braga Benjamins 1 Ligamini Guimarães Traquinas 1 Ligamini Guimarães Petizes |
|     | Tiago Rodrigues (1992–)                                      |         | 29 de junho de 2018    | Atualidade          | |

## Palmarés no futebol

### Taça de Portugal
1/8 Final1998/99 (derrota por 2-1 em casa frente ao Esposende - 2ª divisão de honra), 2001/02 (derrota por 2-0 em casa frente ao Portimonense - 2ª divisão de honra)

### Campeonato Nacional da 2ª Divisão B
Classificação mais alta de Participação | Décimo Lugar2002/03
Participação1998/99, 1999/00, 2001/02, 2003/04

### Campeonato Nacional da 3ª Divisão
Vencedor (1)2000/01
Segundo lugar1997/98
Quarto lugar1995/96
Sexto lugar2012/13

### Taça da Associação de Futebol de Braga
Vencedor (3)1981/82, 2007/08, 2011/12

### Divisão Honra Associação Futebol Braga
Vencedor (1)2009/10
Segundo lugar2006/07, 2011/12
Terceiro lugar2005/06, 2007/08
Quarto lugar2008/09

### 1ª Divisão Associação Futebol Braga
Vencedor (2)1979/80 e 1982/83

### 2ª Divisão Associação Futebol Braga
Vencedor (3)1957/58, 1960/61 e 1969/70

- 1980 - Ascensão pela 1ª vez à 3ª Divisão Nacional;
- 1989/90 - Nova subida à 3ª Divisão Nacional.

### Escalões Jovens
- Campeão Regional de Juniores - 1ª Divisão (1982/83) - com respectiva subida aos Nacionais onde foi despromovido após um ano de permanência.
- Campeão Regional de Juvenis (1990/91)
- Campeão Distrital de Iniciados e consequente ascensão ao Campeonato Nacional do escalão (1998/99)
- Vencedor do torneio do FC Vizela em juniores (2002/03)
- Campeão Distrital de Juniores e consequente ascensão ao Campeonato Nacional do escalão (2002/03)
- Vencedor do torneio Pilantras em Juvenis (2004/05)
- Campeão Distrital de Iniciados e consequente ascensão ao Campeonato Nacional do escalão (2005/06)
- Finalista da Taça da AF Braga em Juvenis (2005/06) - Campeão Distrital de Juniores e consequente ascensão ao Campeonato Nacional 2ª divisão do escalão (2006/07)
- Vencedor da Taça da AF Braga em Juvenis (2009/10)

### Quadro Resumo Classificações Futebol Sénior (Incompleto)
| ÉPOCA   | TAÇA PORTUGAL FPF | II DIV B FPF     | III DIVISÃO FPF  | TAÇA AFB        | PRÓ NACIONAL AFB | DIV. HONRA AFB  | 1ª DIVISÃO AFB  | 2ª DIVISÃO AFB  |
| ------- | ----------------- | ---------------- | ---------------- | --------------- | ---------------- | --------------- | --------------- | --------------- |
| 2018/19 |                   |                  |                  |                 |                  |                 |                 |                 |
| 2017/18 |                   |                  |                  | 1/8 Final       | 2º Classificado  |                 |                 |                 |
| 2016/17 |                   |                  |                  | 3ª Eliminatória | 9º Classificado  |                 |                 |                 |
| 2015/16 |                   |                  |                  | 1/4 Final       | 6º Classificado  |                 |                 |                 |
| 2014/15 |                   |                  |                  | 3ª Eliminatória | 8º Classificado  |                 |                 |                 |
| 2013/14 |                   |                  |                  | 3ª Eliminatória | 10º Classificado |                 |                 |                 |
| 2012/13 | 1ª Eliminatória   |                  | 6º Classificado  |                 |                  |                 |                 |                 |
| 2011/12 |                   |                  |                  | 1º Classificado |                  | 2º Classificado |                 |                 |
| 2010/11 | 1ª Eliminatória   |                  | 11º Classificado |                 |                  |                 |                 |                 |
| 2009/10 |                   |                  |                  |                 |                  | 1º Classificado |                 |                 |
| 2008/09 |                   |                  |                  |                 |                  | 4º Classificado |                 |                 |
| 2007/08 |                   |                  |                  | 1º Classificado |                  | 3º Classificado |                 |                 |
| 2006/07 |                   |                  |                  |                 |                  | 2º Classificado |                 |                 |
| 2005/06 |                   |                  |                  |                 |                  | 3º Classificado |                 |                 |
| 2004/05 | 2ª Eliminatória   |                  | 16º Classificado |                 |                  |                 |                 |                 |
| 2003/04 | 3ª Eliminatória   | 15º Classificado |                  |                 |                  |                 |                 |                 |
| 2002/03 | 2ª Eliminatória   | 10º Classificado |                  |                 |                  |                 |                 |                 |
| 2001/02 | Oitavos de Final  | 13º Classificado |                  |                 |                  |                 |                 |                 |
| 2000/01 | 3ª Eliminatória   |                  | 1º Classificado  |                 |                  |                 |                 |                 |
| 1999/00 | 3ª Eliminatória   | 16º Classificado |                  |                 |                  |                 |                 |                 |
| 1998/99 | Oitavos de Final  | 14º Classificado |                  |                 |                  |                 |                 |                 |
| 1997/98 | 1ª Eliminatória   |                  | 2º Classificado  |                 |                  |                 |                 |                 |
| 1996/97 | 2ª Eliminatória   |                  |                  |                 |                  |                 |                 |                 |
| 1995/96 | 2ª Eliminatória   |                  | 4º Classificado  |                 |                  |                 |                 |                 |
| 1994/95 | 1ª Eliminatória   |                  |                  |                 |                  |                 | 1º Classificado |                 |
| 1981/82 |                   |                  |                  | 1º Classificado |                  |                 |                 |                 |
| 1980/81 | 1ª Eliminatória   |                  |                  |                 |                  |                 |                 |                 |
| 1979/80 |                   |                  |                  |                 |                  |                 | 1º Classificado |                 |
| 1969/70 |                   |                  |                  |                 |                  |                 |                 | 1º Classificado |
| 1960/61 |                   |                  |                  |                 |                  |                 |                 | 1º Classificado |
| 1957/58 |                   |                  |                  |                 |                  |                 |                 | 1º Classificado |